# بني سمير
بني سمير هي قرية جبلية مغربية غرب المملكة. تنتمي بني سمير لإقليم خريبكة. تضم هذه الجماعة القروية 7.766 نسمة (إحصاء 2004).